# Consciència (filosofia)
|  | Per a altres significats, vegeu «Consciència». |

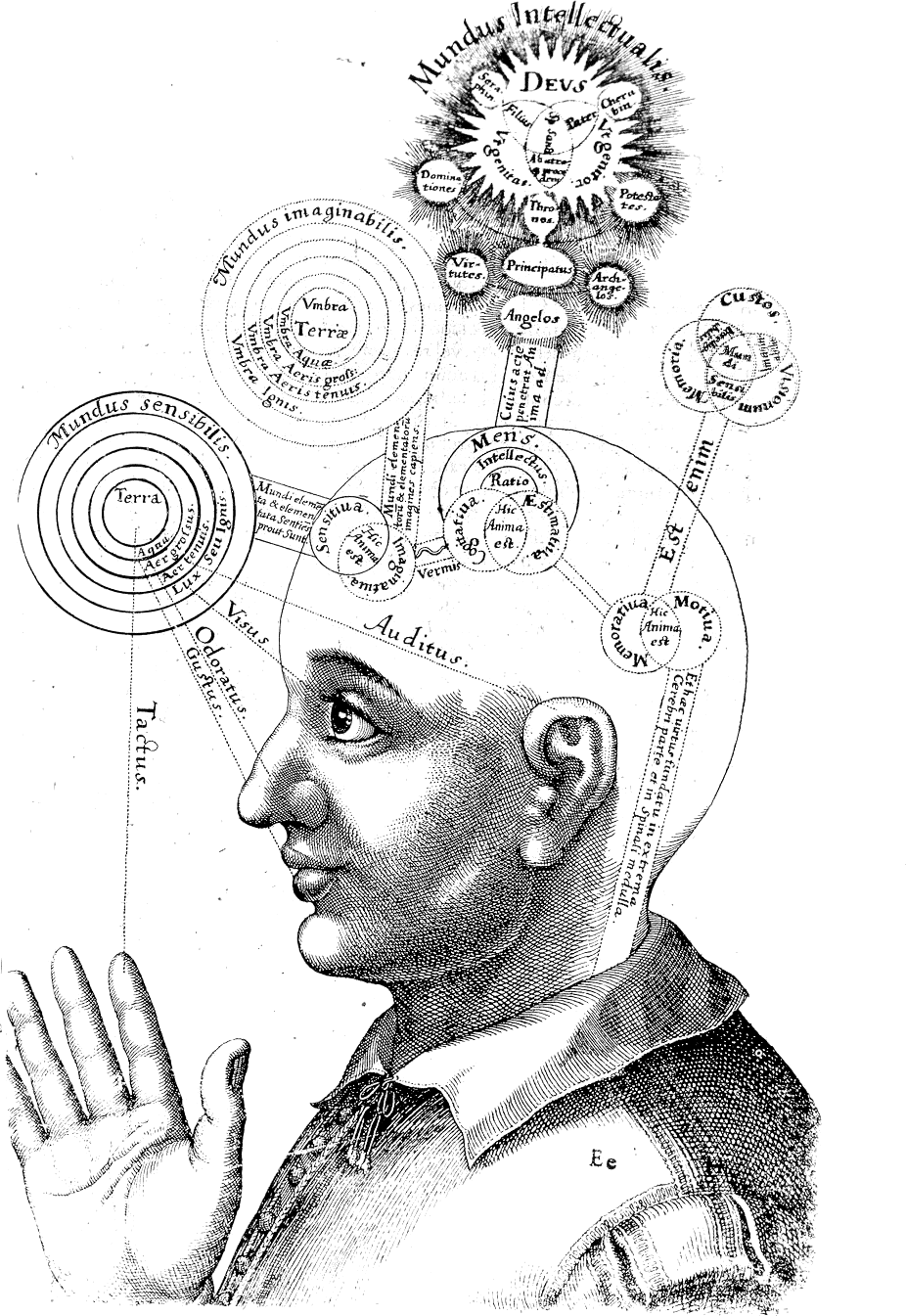
Representació de la consciència del del metge paracelsià anglès Robert Fludd.

La consciència és, fonamentalment, la «coneixença immediata i directa que la persona té de la pròpia existència […]». Malgrat que els filòsofs i els científics porten segles analitzant-la, definint-la, explicant-la i debatent-la, continua sent un concepte desconcertant i controvertit que es considera «l'aspecte més familiar de la nostra vida i, alhora, el més misteriós». L'únic aspecte de la consciència que gaudeix d'un consens ampli és que existeix. Hi ha opinions divergents sobre quins fenòmens cal estudiar i explicar com a consciència. De vegades, es considera equivalent a la ment i, de vegades, un aspecte de la ment.
Antigament, era definida com la «vida interior» d'una persona, com l'esfera de la introspecció, els pensaments privats, la imaginació i la volició. Avui en dia, sovint inclou alguna mena d'experiència, cognició, sensació o percepció. Pot ser la coneixença d'un mateix, la metacognició o la noció que cadascú té de l'ésser propi.